# Tatra 30
Tatra 30 je osobní automobil střední třídy vyráběný v letech 1926–1931 československou automobilkou Tatra. V období 1928–1931 byly tyto vozy vybavovány novějším motorem, a proto nesou označení Tatra 30/52.
Tatra 30 navazovala na úspěšnou koncepci typů Tatra 11 a Tatra 12 neboli takzvanou tatrováckou koncepci, jejímž otcem byl konstruktér Hans Ledwinka a která automobilku proslavila.

## Popis
Vůz již na první pohled zaujal charakteristickou „žehličkovou“ kapotou, jež se odklápěla dozadu spolu s částí předních blatníků. Poháněl jej plochý čtyřdobý zážehový, vzduchem chlazený čtyřválec, takzvaný boxer, uložený podélně vpředu. Podle druhu karoserie – T 30 se vyráběla jako čtyř- nebo šestisedadlová – byla jeho délka buď 3700 mm, nebo 4100 mm a rozvor náprav 2770 mm nebo 3170 mm. Rozchod kol činil vpředu i vzadu 1300 mm a světlá výška 220 mm. Šířka i výška vozu byla 1650 mm, hmotnost – odvislá od hmotnosti šasi (580–590 kg) a druhu karoserie – pak činila 1000 až 1090 kg. Přední tuhá náprava byla odpružena příčným půleliptickým listovým perem. Stejně tomu bylo i u zadních výkyvných polonáprav. Točivý moment se na tyto polonápravy přenášel přes suchou čtyřlamelovou spojku a přímo řazenou nesynchronizovanou čtyřstupňovou převodovku se zpátečkou hřídelem, který byl uložen v nosné rouře, jež tvořila centrální páteř vozu. Všechna čtyři plná disková kola o rozměru 18“ byla opatřena mechanickými bubnovými brzdami. Vůz měl hřebenové řízení a při pohotovostní hmotnosti 1075 kg dosahoval rychlosti až 90 km/h. Do nádrže se vešlo 45 l benzinu a 5 l oleje.
Tatru 30 měli v oblibě i zakázkoví karosáři, neboť se nemuseli vyrovnávat s vpředu umístěným chladičem a na něj navazující kapotou a mohli popustit uzdu své fantazii. Tyto vozy dnes patří k ceněným sběratelským kouskům.

### Motor
Vzduchem chlazený plochý čtyřválec s rozvodem OHV typ 30, který se vyráběl od roku 1926, patřil údajně mezi první motory tohoto druhu na světě. Byl usazen v přední části páteřového, nástavného rámu s centrální troubou. Měl 2 ventily na válec, objem 1679 cm3 (vrtání 75 mm, zdvih 95 mm) a kompresi 4,9:1. Při 3000 otáčkách za minutu měl výkon 17,6 kW (24 k). Pohonnou směs dodával karburátor Zenith KB 30 nebo U30, jenž byl umístěn nad motorem a s válci spojen šikmým sacím potrubím. Magnetoelektrické zapalování 12 V Bosch nebo Scintilla mělo ruční regulaci předstihu. Na 100 km spotřeboval 11 až 13 l benzinu a 0,2 l oleje.

#### Tatra 30
Tatru 30 poháněl čtyřdobý zážehový, vzduchem chlazený plochý čtyřválec s objemem 1679 cm3 a rozvodem OHV. Byl umístěn vpředu a s vrtáním 75 mm a zdvihem 95 mm dával výkon 24 koní (17,6 kW). Maximální rychlost činila asi 90 km/h.

#### Tatra 30 Sport
V Tatře 30 Sport byl osazen stejný typ motoru, avšak s objemem 1910 cm3, který dával výkon 32–35 koní (23,5–25,7 kW). Vůz s ním dosahoval rychlosti až 130 km/h.

#### Tatra 30/52
Od modelu T 30 byl v rámci modernizace přímo odvozen model 30/52 se čtyřválcem OHV, který měl vrtání 80 mm, zdvih 95 mm a zdvihový objem 1910 cm3. Jeho výkon činil 30 koní, tedy 22 kW. Motor byl osazen vertikálním karburátorem Zenith a na setrvačníku opatřen ventilátorem vzduchového chlazení. Elektrický proud dodávalo dvanáctivoltové dynamoakumulátorové zapalování Bosch. Objem palivové nádrže byl zvýšen na 50 l. Jednalo se o přechodnou verzi mezi Tatrou 30 a jejím nástupcem Tatrou 52. Vyráběla se asi po dobu jednoho roku. Celkem bylo vyrobeno 94 exemplářů. Šlo především o bohatě vybavený čtyřmístný kabriolet se stahovací čalouněnou střechou.

## Verze
Za šest výrobních let spatřila světlo světa celá řada verzí Tatry 30, od dvousedadlových sportovních roadsterů přes čtyřmístné kabriolety po šestimístné  limuzíny.

### Rozdíly mezi Tatrou 30 a Tatrou 52
Tatra 30 se velmi podobá Tatře 52. Zde jsou některé rozlišovací znaky:
- T 30 má mechanické brzdy, zatímco T 52 má již brzdy kapalinové.
- T 30 má hranatější karoserii, zejména blatníky, a dvě tenké lišty na dveřích. T 52 je oblejší a na dveřích má pouze jednu silnější lištu.

V dnešní době je značným problémem, že ve 40. až 60. letech minulého století byly prováděny zásadní přestavby vozů T 30 – např. výměna podvozku s mechanickými brzdami za novější s kapalinovými brzdami z T 52.

## Galerie

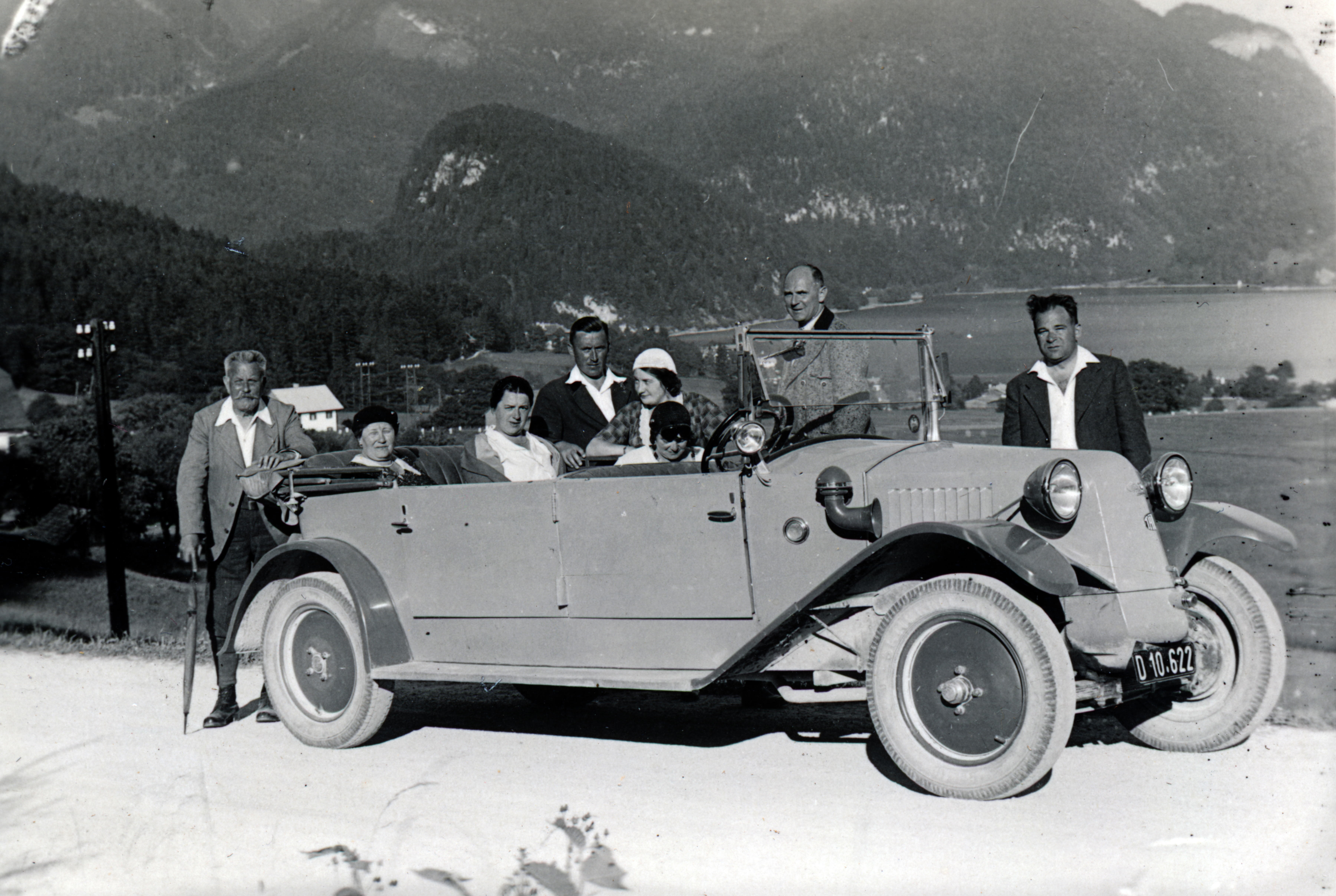
čtyřsedadlový kabriolet
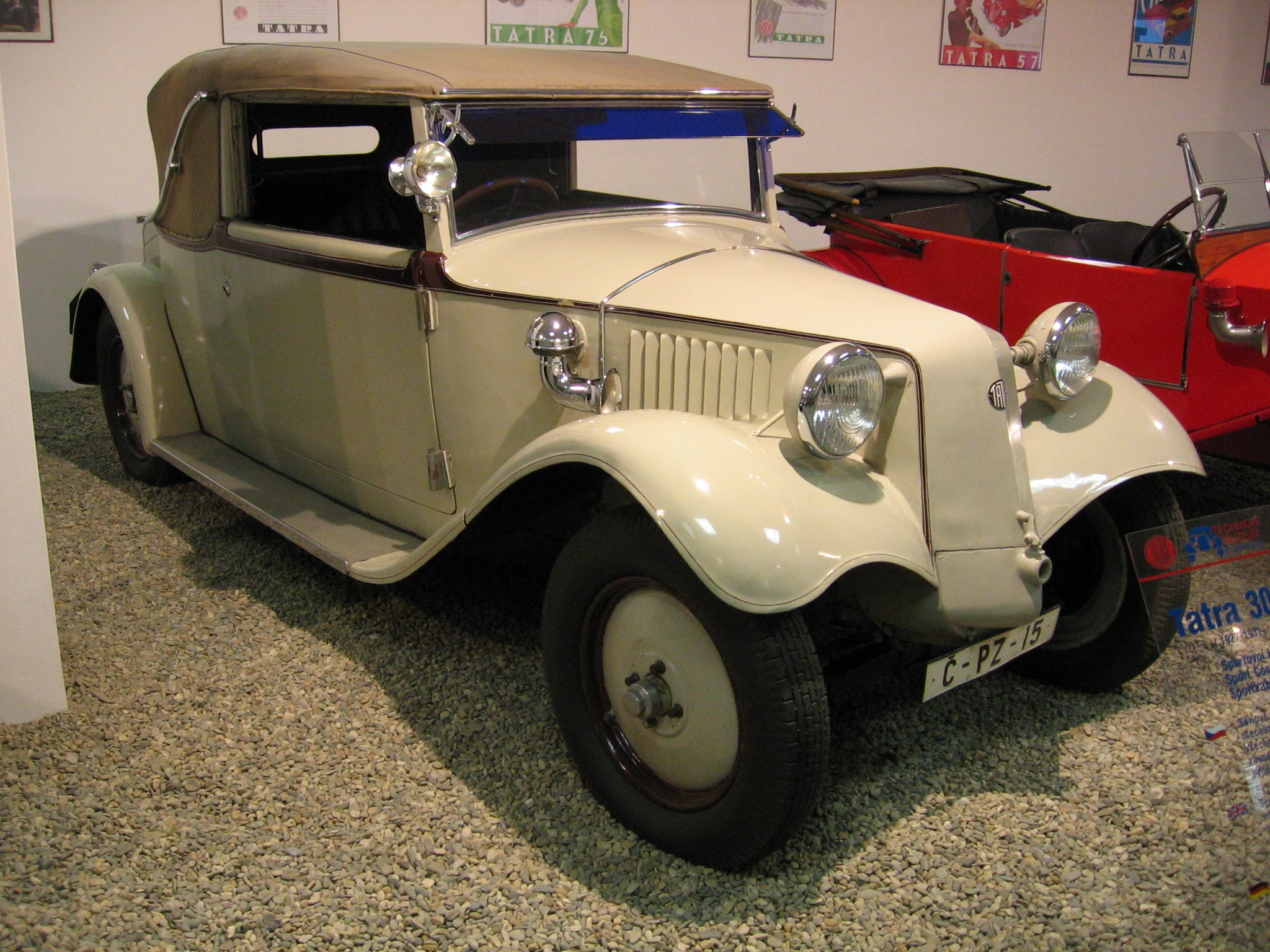
Tatra 30 s karoserií firmy Sodomka
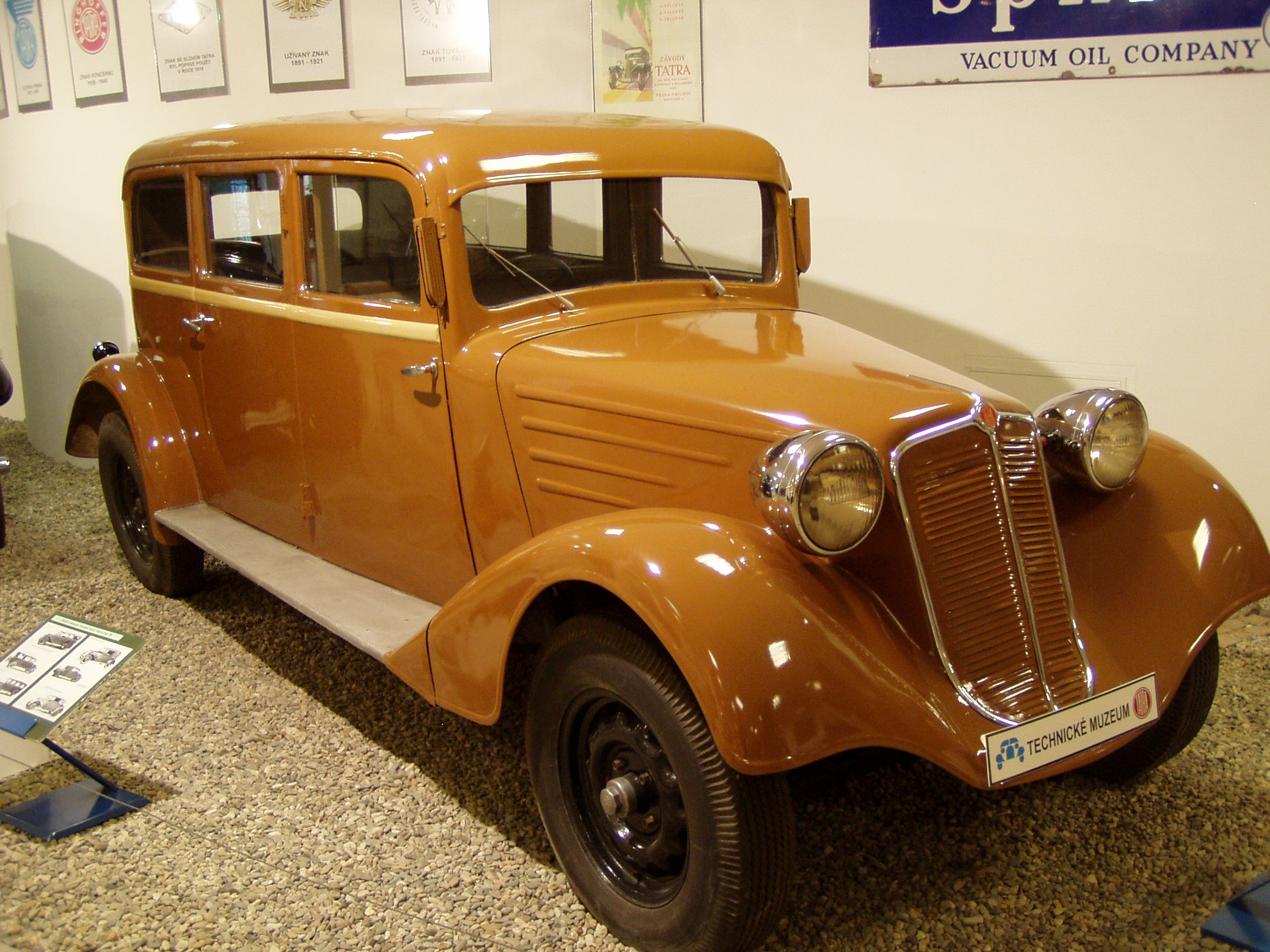
Karosérie faceliftované limuzíny Tatra 52 na podvozku Tatra 30, Technické muzeum Tatra
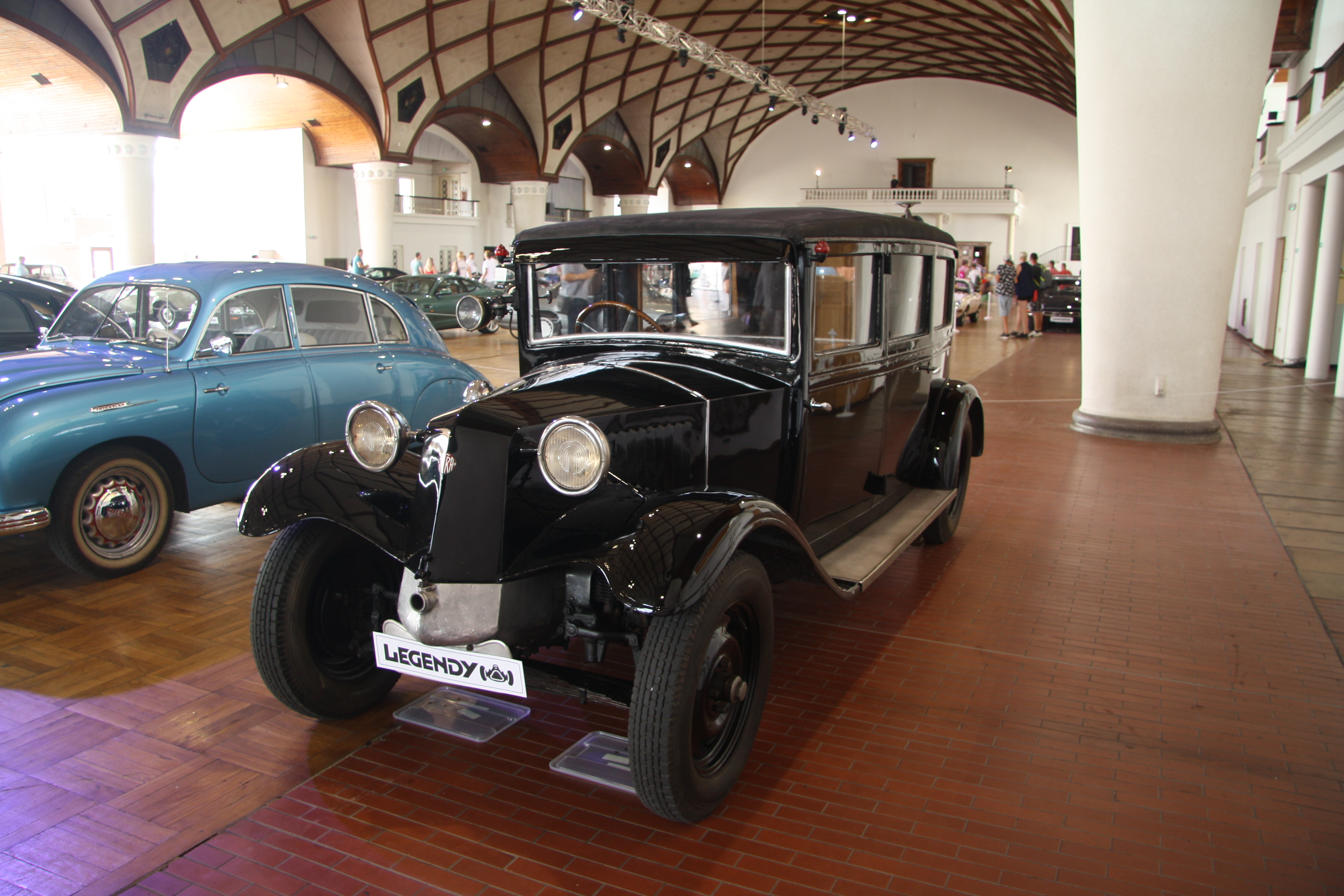
Tatra 30/52
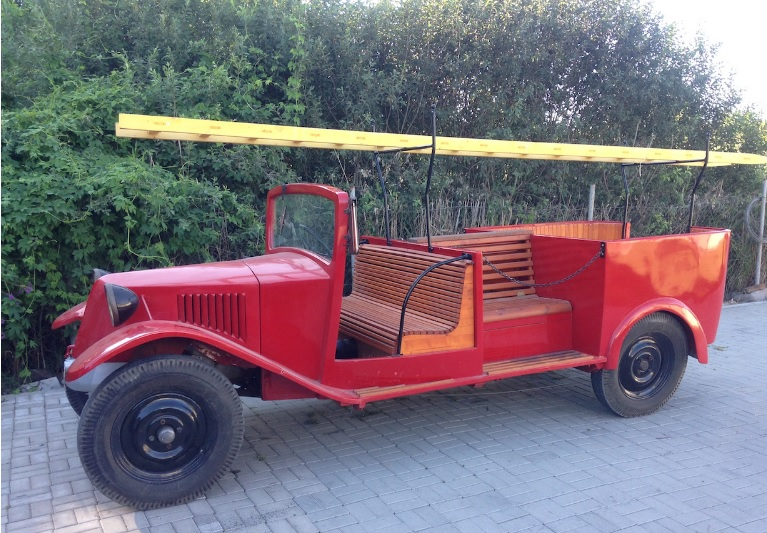
Tatra 30 v úpravě pro hasiče